# Angelo Gilardino
Angelo Gilardino (Vercelli, 16 novembre 1941 – Vercelli, 14 gennaio 2022) è stato un chitarrista, musicologo e compositore italiano.

## Biografia
Ha studiato nelle scuole musicali della sua città (chitarra, violoncello, composizione). Ha iniziato la carriera concertistica nel 1958, dedicandosi soprattutto al nuovo repertorio originale per chitarra e dando le prime esecuzioni di brani composti per lui da autori di diversi Paesi.  
Nel 1967, le Edizioni musicali Bèrben gli hanno affidato la direzione di una collezione di musica per chitarra che porta il suo nome. 
Nel 1981 ha chiuso l'attività concertistica per dedicarsi alla composizione, all'insegnamento e alla ricerca musicologica. Dal 1981 al 2004 al Conservatorio "Vivaldi" di Alessandria. Dal 1984 al 2003 è stato docente dei corsi di perfezionamento dell'Accademia Lorenzo Perosi di Biella. Ha tenuto masterclass in conservatori e accademie di quasi tutti i Paesi europei. Nel 2004 si è ritirato dall'insegnamento. 
Come musicologo, ha ritrovato il manoscritto originale delle incompiute Variazioni per chitarra di Ottorino Respighi e ha recuperato un vasto corpus di composizioni scritte per Andrés Segovia da autori spagnoli, francesi e britannici negli anni venti e trenta, opere mai eseguite, che si riteneva fossero andate perdute per sempre. Dal 2002 ha pubblicato di tali opere nella collana The Andrés Segovia Archive (Edizioni Musicali Bèrben). Ha recuperato e pubblicato il Concerto per chitarra e orchestra di Boris Asaf'ev (1939) e ha orchestrato l' "Hommage à Manuel de Falla" di Alexandre Tansman, lasciato incompiuto dall'autore 
Dal 1997 al 2005 ha ricoperto l'incarico di direttore artistico della Fondazione “Andrés Segovia” di Linares. 
Ha pubblicato per le Edizioni Curci le biografie di Andrés Segovia e di Mario Castelnuovo-Tedesco.
Dal 1995 al 2021 ha collaborato con le testate specializzate Seicorde e Suonare news, pubblicate da Michelangeli editore, scrivendo una sterminata quantità di guide all'ascolto, approfondimenti, saggi, editoriali.

### Vita privata
Era fratello maggiore del linguista e docente universitario Sergio Gilardino.

## Composizioni
Il catalogo completo delle opere di Gilardino comprende brani per chitarra sola, per chitarra e orchestra, opere didattiche e varie trascrizioni e orchestrazioni.
Spicca la raccolta dei 60 Studi di virtuosità e di trascendenza, definiti da John W. Duarte "pietre miliari del nuovo repertorio della chitarra".
Tra i chitarristi che eseguono le musiche di Angelo Gilardino si segnalano alcuni interpreti che hanno registrato sue opere in CD: Cristiano Porqueddu (Brilliant Classics) e Angelo Marchese (dotGuitar) hanno effettuato la registrazione completa degli "Studi di virtuosità e di trascendenza". Un CD contenente tre dei Concerti per chitarra e orchestra di Gilardino è stato registrato (Brilliant Classics) dai chitarristi Angelo Marchese, Alberto Mesirca, Cristiano Porqueddu. Altre registrazioni di opere di Gilardino sono state effettuate da Luigi Attademo, Angelo Colone, Lucio Matarazzo, Christian Saggese, Giulio Tampalini, Quartetto Santorsola e molti altri interpreti di diverse nazionalità.
Si è interessato alla chitarra battente, diventando il primo compositore colto a scrivere per questo strumento popolare.

## Riconoscimenti
- 1989: Cittadinanza onoraria del Comune di Lagonegro.
- 1997: Premio "Chitarra d'oro" per la composizione del Convegno internazionale di chitarra
- 1998: Premio "Chitarra d'oro" per la didattica del Convegno internazionale di chitarra
- 1998: Premio "Marengo Musica" del Conservatorio di Alessandria
- 2000: Premio "Chitarra d'oro" per la ricerca musicologica del Convegno internazionale di chitarra
- 2009: Artistic Achievement Award, Hall of Fame, Guitar Foundation of America
- 2016: Premio "Chitarra d'oro" Una vita per la chitarra del Convegno internazionale di chitarra
- 2018: Premio alla carriera dal Conservatorio "Luigi Cherubini" di Firenze